# Johannes Sturm
Johannes Sturm (Schleiden, Westfàlia, 1507 – Estrasburg, 1589) fou un erudit i pedagog protestant alemany.
Estudià a la Universitat de Lovaina i al Collège de France. Fou invitat a ensenyar a Estrasburg per les autoritats de la vila, on Jakob Sturm hi creà el 1538 el gimnasi protestant (avui Gymnase Jean-Sturm), que esdevingué un referent en matèria de pedagogia humanista. El gimnasi fou l'embrió de l'Acadèmia Protestant, que el 1621 esdevindria Universitat d'Estrasburg.
Sturm llegà la seva obra a la vila de Sélestat qui la conserva des d'aleshores. La Biblioteca Beatus Rhenanus es troba als locals de la Biblioteca humanista i és on encara avui es consulta les seves obres sobre Ciceró.

## Obres
- De literarum ludis recte aperiendis, 1538, puis 1543 et 1557
- Partitionum dialecticarum libri II priores, 1539 (liber III., 1543; liber IV., 1548, puis 1571 et 1592)
- De amissa et recuperanda dicendi ratione, 1539
- De amissa dicendi ratione, et quomodo ea recuperanda sit, libri duo
- Ausgabe des Cicero, 1540
- Prolegomena (Praefationes), 1541
- Platonis Gorgias aut de rhetorica, 1541
- De nobilitate literata, 1549
- Leges scholae lauinganae, 1565
- Epistolae academicae, 1569
- De formis orationis, 1571
- De imitatione oratoria, 1574
- De exercitationibus rhetoricis, 1575
- De universa ratione Elocutionis Rhetoricae libri IV, 1576

## Enllasç extern
- Gymnase Jean-Sturm Strasbourg Arxivat 2011-05-14 a Wayback Machine.